# Frauke Strauß
Frauke Strauß (* in den 1960er-Jahren in der DDR) ist eine ehemalige deutsche Schauspielerin.

## Biografie
Strauß verbrachte ihre Kindheit und Jugend in der DDR.
Sie war nur in ihrer Jugend als Schauspielerin aktiv. Einem breiten Publikum bekannt wurde sie 1982 durch ihre Rolle als Ilona Hoffmann in der vom Deutschen Fernsehfunk produzierten Serie Geschichten übern Gartenzaun. In der im Jahr 1985 erschienenen Fortsetzung der Serie mit dem Titel Neues übern Gartenzaun wirkte Strauß dann nicht mehr mit. Ihre Rolle wurde daraufhin von Elke Stahnke übernommen.
Strauß war danach nicht mehr als Schauspielerin tätig.

## Filmografie
- 1982: Geschichten übern Gartenzaun (Fernsehserie, 7 Folgen)